# Arthur J. Nascarella

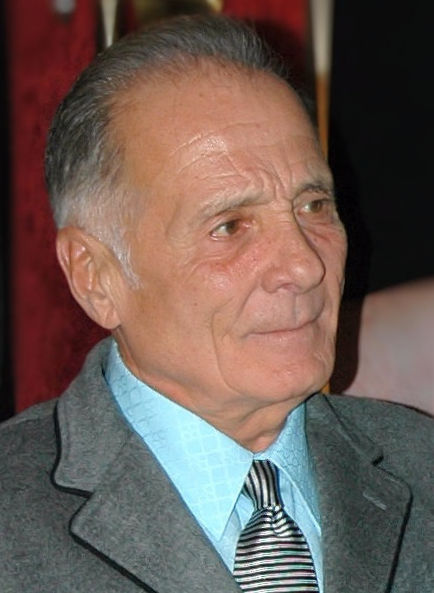
Arthur J. Nascarella (2010)

Arthur J. Nascarella (* 18. November 1944 in Suffolk County, New York) ist ein US-amerikanischer Schauspieler.

## Karriere
Bevor Nascarella sich der Schauspielerei zuwendete, war er 21 Jahre beim New York City Police Department. Außerdem diente er acht Jahre beim United States Marine Corps.
In zahlreichen Filmen verkörperte Nascarella Gangster oder Polizisten. So spielte er unter anderem Rollen in den Filmen Cop Land (1997), Spike Lee’s Spiel des Lebens (1998), Der Staatsfeind Nr. 1 (1998), Bringing Out the Dead – Nächte der Erinnerung (1999), The Cooler – Alles auf Liebe (2003), World Trade Center (2006) und BlacKkKlansman (2018) zu sehen. Wiederholt arbeitete er mit Regisseur Spike Lee zusammen.
In der Fernsehserie Die Sopranos spielte er von 2002 bis 2007 die Rolle des Carlo Gervasi. Von 2016 bis 2019 war er in der Fernsehserie Billions als Pizzeria-Betreiber Bruno Caparello zu sehen.

## Filmografie (Auswahl)
- 1994: No Panic – Gute Geiseln sind selten (The Ref)
- 1994: Ein heißer Job (Who Do I Gotta Kill?)
- 1994: Handgun – Hetzjagd durch New York (Hand Gun)
- 1995: Clockers
- 1996: No Exit
- 1997: Auf der Strecke geblieben (Grind)
- 1997: Cop Land
- 1999: Bringing Out the Dead – Nächte der Erinnerung (Bringing Out the Dead)
- 1998: Spike Lee’s Spiel des Lebens (He Got Game)
- 1998: Happiness
- 1998: Der Staatsfeind Nr. 1 (Enemy of the State)
- 2002: Wisegirls (WiseGirls)
- 2002–2007: Die Sopranos (The Sopranos, Fernsehserie, 29 Episoden)
- 2003: The Cooler – Alles auf Liebe (The Cooler)
- 2006: Running Scared
- 2006: The Groomsmen
- 2006: World Trade Center
- 2007: The Bronx Is Burning (Fernsehserie, 8 Episoden)
- 2008: Yonkers Joe
- 2009: Solitary Man
- 2010: Bronx Paradise
- 2011: Somebody’s Hero
- 2011: The Grasslands
- 2012: Ein riskanter Plan (Man on a Ledge)
- 2012: Mighty Fine
- 2012: Brutal
- 2013: Over/Under (Fernsehfilm)
- 2016–2019: Billions (Fernsehserie, 11 Episoden)
- 2016: The Brooklyn Banker
- 2018: Die Wahrheit über Lügen (The Truth About Lies)
- 2018: BlacKkKlansman
- 2018: Cabaret Maxime
- 2019: Inside Game
- 2020: Blue Bloods – Crime Scene New York (Blue Bloods, Fernsehserie, 1 Episode)
- 2023: Godfather of Harlem (Fernsehserie)

## Auszeichnungen
- 2008: Screen Actors Guild Award in der Kategorie Bestes Schauspielensemble – Drama für Die Sopranos
- 1998: National Board of Review Award in der Kategorie Bestes Schauspielensemble für Happiness